# Embriogenesi negli artropodi
Gli Artropodi rappresentano il più numeroso phylum animale; sono Metazoi a simmetria bilaterale, il cui corpo è diviso in segmenti generalmente assai differenziati (metameria eteronoma), con appendici pari ed articolate in rapporto ai metameri. 

Possono essere acquatici o terrestri e, nonostante la molteplicità del loro aspetto, costituiscono un phylum abbastanza omogeneo. Possiedono un esoscheletro, il che implica il fenomeno delle mute per il loro accrescimento. Molto diffuse sono le forme larvali. Come caratteristiche anatomiche comuni tutti possiedono un sistema nervoso ventrale, un "cuore" dorsale e, come cavità del corpo, un emocele.

## Caratteristiche generali dello sviluppo embrionale
Per quanto riguarda lo sviluppo embrionale, tra essi sono molto diffuse le uova ricche di deutoplasma, le uova centrolecitiche, a segmentazione meroblastica superficiale. In queste uova l'embrione si abbozza in una regione del blastoderma che corrisponde alla futura regione ventrale dell'animale; quest'area, esteriormente visibile, spesso ha forma di scudo o ovale allungata e generalmente è più larga nella futura regione della testa, dove si osservano di regola due aree pari dette "lobi cefalici"; in sezione si osserva che in questo abbozzo embrionale (detto anche "stria embrionale"), le cellule del blastoderma diventano più alte che non nel restante blastoderma extraembrionale, e questo ispessimento avviene prima dell'inizio della gastrulazione e indipendentemente dalla formazione del mesoderma.

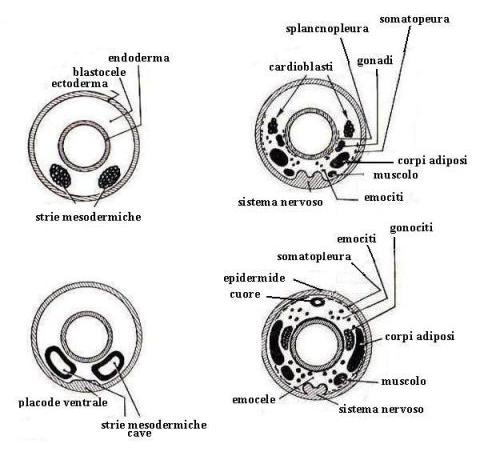
Artropodi: morfogenesi del mesoderma metamerico con sinceloma.

Negli Artropodi, in generale, il mesoderma si origina in forma di strie mesodermiche più o meno pronunciate, in partenza sempre massicce, che si metamerizzano secondariamente nei somiti, in ciascuno dei quali compare una cavità celomatica. Successivamente le cavità celomatiche confluiscono con i residui del blastocele formando un sinceloma. La metameria inizia dalla testa e si estende in direzione caudale e nell'embrione si sviluppa prima la parte ventrale.
Il sinceloma, o emocele, deriva quindi dalla confluenza del vero celoma, contenuto nei somiti, con spazi blastocelici, il che comporta la necessità di metamerizzazione e di cavitazione del mesoderma. Questo fenomeno è evidente in quasi tutti gli Artropodi; nei Crostacei, però, la formazione dei somiti cavi è conosciuta solo in singole zone del corpo e relativamente a poche forme. In molti altri casi, invece, non si osserva né un mesoderma metamerizzato, né tanto meno spazi celomici in esso; in genere questo fatto viene considerato un fenomeno secondario, ed anche i Crostacei rientrano nello schema mesodermico generale degli Artropodi.
Negli Artropodi si incontrano annessi embrionali di varia funzione. In tutte le forme con uova ricche di deutoplasma si riscontra regolarmente un sacco vitellino; spesso si incontrano strutture come gli "organi dorsali", la cui funzione non è ancora del tutto chiarita, ma che certamente sono da considerare tra gli annessi embrionali. Fra gli Insetti e gli Scorpioni si ritrova regolarmente l'amnios con sierosa; negli altri Aracnidi e nei Miriapodi vi sono solo involucri cuticolari, spesso rinforzati all'interno dalle esuvie delle prime mute. Organi trofici, del tipo di placente, si riscontrano qua e là fra gli Artropodi terrestri, senza alcun ordine e sono noti per alcuni Insetti e per alcuni Scorpioni.

## Crostacei
Fra i Crostacei prevalgono le uova a segmentazione meroblastica superficiale, in rapporto alla ricchezza in deutoplasma delle loro uova, ma vi si trovano anche esempi di uova a segmentazione oloblastica, oltretutto distribuite senza uno schema, nel senso che specie appartenenti allo stesso Genere possono segmentarsi in modo del tutto diverso; addirittura nella stessa specie la segmentazione può essere del tutto diversa, a seconda se si tratti di uova subitanee o durature.
Nella varietà di uova dei Crostacei troviamo tutti i passaggi della segmentazione oloblastica a quella meroblastica superficiale; e la segmentazione oloblastica può essere nei Crostacei eguale, adeguale o ineguale.

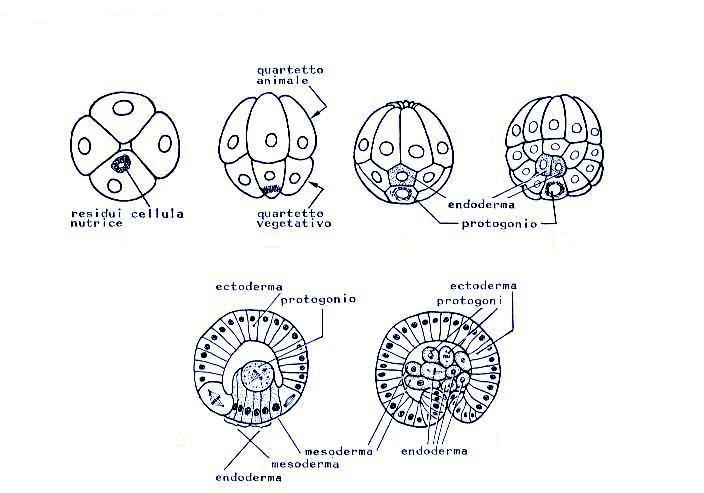
Segmentazione oloblastica dell'uovo di un Cladocero (Polyphemus pediculus), in alto, e gastrulazione per immigrazione in massa, in basso, in un copepode (Cyclops)

Nelle uova oloblastiche la segmentazione porta in genere ad una celoblastula, che gastrula per immigrazione in massa. In seguito le cellule mesodermiche, spesso 2, situate al lato del blastoporo, proliferano, formando uno strato mesodermico sotto l'ectoderma ventrale; compare così la metameria che, generalmente, procede in due file, dall'avanti all'indietro, terminando posteriormente in una zona non segmentata proligera; insieme con la metameria si abbozzano le varie appendici.
L'uovo centrolecitico è grande, ricco di deutoplasma, e la divisione iniziale del solo nucleo porta dapprima alla fase plasmodiale, dove compaiono le piramidi vitelline, seguita poi dalla formazione del blastoderma che avvolge tutto il deutoplasma. L'embrione si abbozza in un'area del blastoderma che corrisponde alla futura parte ventrale dell'animale. In quest'area si osservano: 2 ispessimenti anteriori (i "lobi cefalici"); più caudalmente l'abbozzo toracico-addominale è rappresentato da altri due ispessimenti più piccoli; posteriormente ad essi si forma un'area discoidale (il "disco endodermico"). Al bordo superiore del disco endodermico la zona dove si sviluppa il mesoderma è rappresentata da un'area semilunare. A questo punto l'endoderma inizia un processo di introflessione (embolia) verso l'interno della massa deutoplasmatica. Via via che procede l'invaginazione, le cellule endodermiche assorbono gradualmente tutto il deutoplasma, per cui, alla fine di questo processo, esse hanno assunto dimensioni colossali (piramidi vitelline secondarie). Contemporaneamente l'area mesodermica situata anteriormente al disco endodermico, inizia una proliferazione disordinata verso l'avanti di cellule destinate a formare uno strato sotto l'ectoderma, nel quale, però, non si riscontra una metamerizzazione in somiti. A questo stadio, conseguentemente alla formazione del mesoderma e posteriormente ai lobi cefalici, compaiono, in forma di tubercoli, gli abbozzi pari di antennule, antenne e mandibole (stadio di "nauplius"). Col progredire dello sviluppo, l'abbozzo embrionale cresce maggiormente in lunghezza, differenziando progressivamente metameri e relative appendici in ordine cefalo-caudale, con la particolarità che la parte toracica-addominale si sviluppa ripiegata verso l'avanti. Dall'uovo, infine, sguscia il piccolo crostaceo quasi sviluppato, che però presenta ancora sul dorso un residuo di sacco vitellino (sacco vitellino dorsale degli Artropodi).
Questo tipo di sviluppo indiretto è abbastanza frequente nei Crostacei, ed è conseguenza di adattamenti particolari, come ad esempio forme di cure parentali (tasche incubatrici), obbligatorie nelle forme terrestri, per cui gran parte dello sviluppo si compie all'interno de corpo materno, oppure di deutoplasma particolarmente abbondante, come negli Astacidi. Molto più diffuso è invece lo sviluppo indiretto, con forme larvali che, attraverso successive mute, acquistano progressivamente le fattezze dell'adulto. La forma larvale più diffusa è il "nauplius".
L'embolia endodermica descritta è, in realtà, piuttosto rara o solo accennata; nella maggioranza dei Crostacei tutto il processo dello sviluppo è dominato dalla immigrazione mesodermica, mentre l'endoderma si sviluppa secondariamente da cellule interne, con un procedimento ancora da chiarire.

## Aracnidi

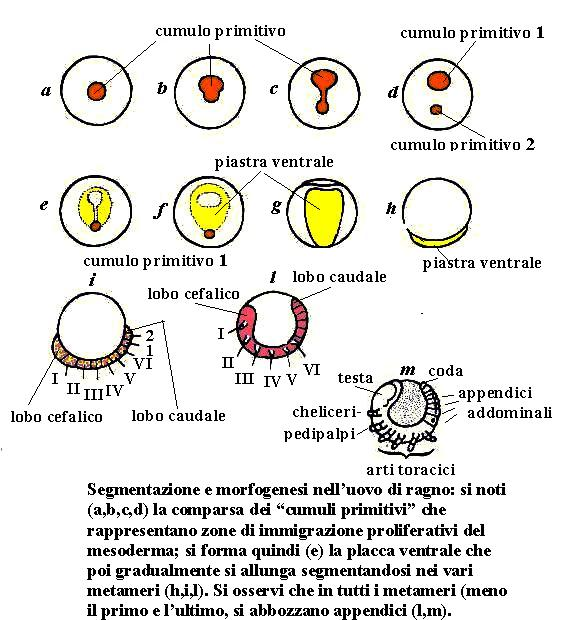

Negli Araneidi si ha una segmentazione che inizialmente può considerarsi totale, ma che successivamente si cancella nuovamente, complicata inoltre dalla formazione delle piramidi e delle colonne vitelline. Via via che si divide il nucleo, si divide anche la massa di deutoplasma, per cui gradualmente si forma al centro una cavità di segmentazione che in seguito, per sfacelo delle piramidi vitelline, viene nuovamente riempita, mentre i nuclei, migrati alla periferia, originano i blastomeri per formazione delle membrane cellulari. Alla fine della segmentazione si ha, tutto sommato, una "periblastula".
Negli Scorpioni, invece, si ha una segmentazione meroblastica discoidale con formazione di una discoblastula. In seguito, in un'area ventrale della periblastula, si forma l'abbozzo embrionale, in forma di ispessimenti (i cosiddetti "cumuli primitivi") del blastoderma, esteriormente visibili come zone di una determinata configurazione. In corrispondenza di questi ispessimenti di verifica l'"immigrazione proliferativa" da parte del mesoderma, mentre l'origine dell'endoderma non è ancora chiarito. 

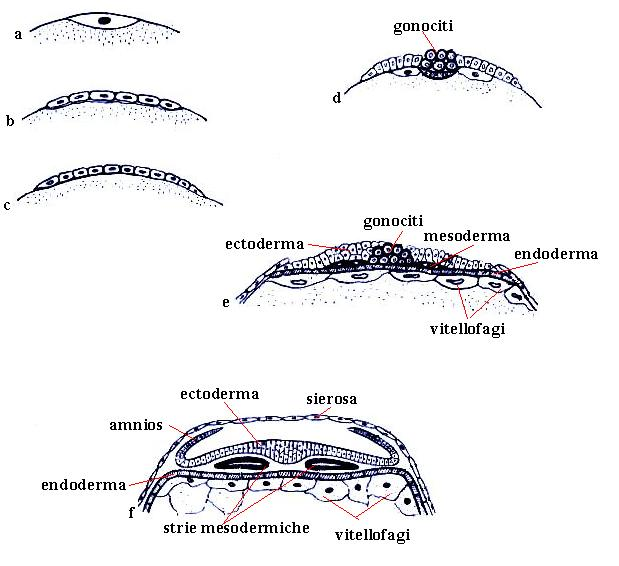
Blastodisco di Scorpione in sezioni; si noti che da monostratificato (a, b, c), diviene pluristratificato per la successiva formazione dei foglietti. Si noti anche la precoce comparsa dei gonociti e la formazione (f) dellamnios.

In tal modo si forma una "piastra ventrale" costituita esteriormente dall'ectoderma e dal mesoderma immigrato al di sotto di questo: in Agelena essa ha dapprima una forma di cuore (con la parte slargata anteriormente), che poi si allunga sempre più, mentre contemporaneamente vi appaiono solchi trascersali che delimitano i vari metameri, in corrispondenza di ciascuno dei quali vi sono coppie di piccoli bitorzoli indicano gli abbozzi metamerici degli arti. A partire da una discoblastula questa poi si allunga, e contemporaneamente viene divisa da solchi trasversali nei metameri, iniziando a quelli cefalici. Negli Scorpioni, inoltre, si sviluppa un amnio per pieghe.

## Insetti

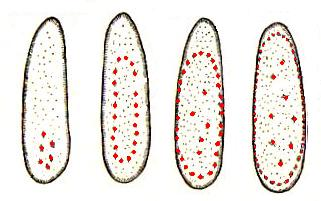
Segmentazione superficiale dell'uovo di un Coleottero con formazione di blastoderma e periblastula.

Le uova degli Insetti sono in genere ricche di deutoplasma, centrolecitiche, avvolte da membrane resistenti secondarie (corion) e provviste di micropilo per l'entrata dello spermio. La segmentazione è meroblastica di tipo superficiale (salvo eccezioni), caratterizzata dapprima dalla sola segmentazione del nucleo (stadio plasmodiale) e che, attraverso la formazione delle pareti cellulari diventa il "blastoderma"; questo presenta cellule più alte nella futura parte ventrale, dove si svilupperà l'embrione (area embrionale), il rimanente darà annessi embrionali.
La forma di quest'area embrionale è varia, a suola di scarpa, ovoidale, a cuore, ecc.; anche la sua estensione è varia, potendo occupare solo una piccola parte o quasi tutta la superficie ventrale del blastoderma. Talvolta l'area embrionale è dapprima pari, e successivamente le due parti si fondono confluendo in una sola. In ogni caso, l'area embrionale è dapprima monostratificata, solo che in sua corrispondenza le cellule blastodermiche sono più alte, cilindriche, che non nel restante blastoderma.
La formazione del mesoderma si origina in forma di approfondamento longitudinale di una zona mediana dell'area embrionale e che viene così delimitata da due solchi longitudinali paralleli; la parte che si approfonda è il mesoderma. I bordi esterni del solco, poi, si avvicinano e si fondono insieme lungo la linea mediana. In altri casi si scava come una grondaia longitudinale il cui fondo è dato dal mesoderma, mentre i bordi della grondaia, confluendo assieme e saldandosi, ripristinano la continuità dell'ectoderma.

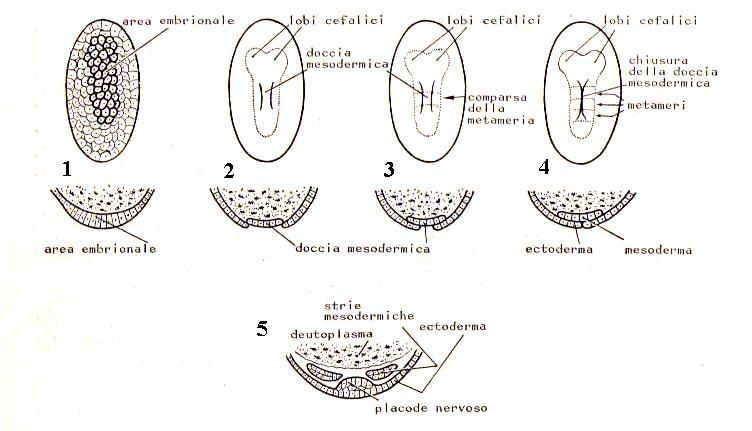
Gastrulazione ed embriogenesi negli Insetti. È rappresentata l'area embrionale, la comparsa della doccia mesodermica ed il suo approfondamento e chiusura (2, 3, 4). In 5 si osservano le strie mesodermiche ed il placode nervoso.

Il risultato è comunque il medesimo: sotto l'ectoderma si forma uno strato mesodermico che successivamente si dividerà longitudinalmente in due strie (destra e sinistra), quindi compare la metameria, e nei segmenti mesodermici (somiti) si forma una cavità, il celoma. L'ectoderma ventrale intanto si ispessisce formando una piastra longitudinale: il suo strato più esterno dà l'epidermide, mentre lo strato interno, piuttosto grosso, dà l'abbozzo del sistema nervoso. 

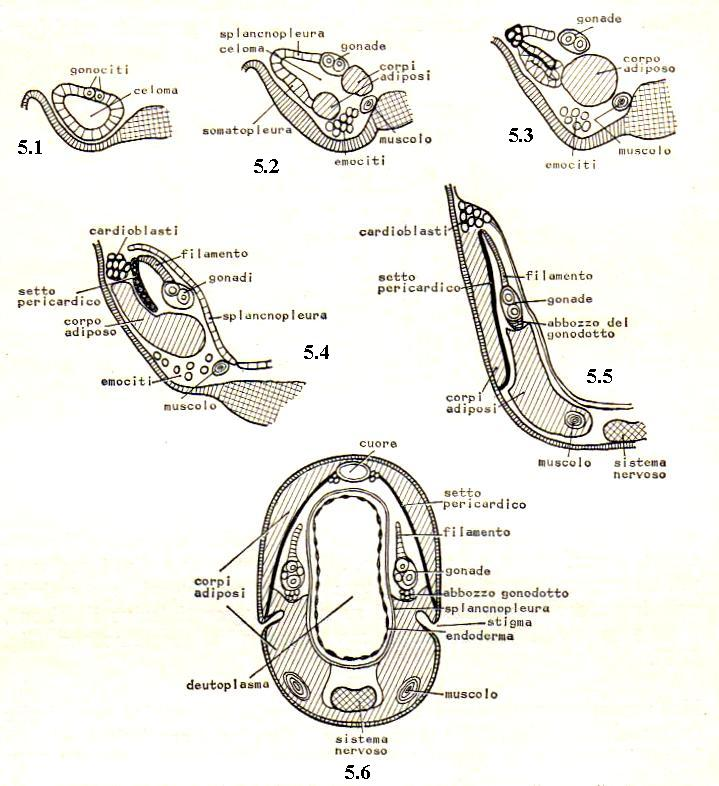
Varie fasi del differenziamento del somite della figura precedente (5) nelle sue diverse parti (corpi adiposi, muscoli, enociti, cardioblasti, gonadi e gonodotti, splancnopleura e somatopleura). In 5.2 si vede che il celoma, per rottura della parete del somite, confluisce con i residui blastocelici; in 5.3, 5.4, 5.5, 5.6, si noti la progressiva espansione del mesoderma verso l'alto, il differenziamento delle diverse parti mesodermiche e la formazione del cuore dorsale.

Nei somiti possiamo distinguere una parete somatica (somatopleura), che si differenzierà in mioblasti (muscolatura) e corpi adiposi, ed una splancnica (splancnopleura), che si differenzierà in muscolatura viscerale, gonadi e gonodotti, ecc.; altre cellule si staccano dai somiti diventando libere (enociti); i somiti si accrescono in direzione dorsale fino ad incontrarsi (quelli destri con quelli sinistri) e, dove si toccano, grosse cellule (cardioblasti) sempre di origine somitica, si dispongono a tubo formando il cuore.
Attraverso questi processi differenziativi del somite, la sua cavità primitiva non è più chiusa ma è confluita con altri spazi vuoti, residui del blastocele, per cui si forma un sinceloma, o emocele, in cui, per l'attività cardiaca, comincia a circolare l'emolinfa.
Anteriormente e posteriormente l'ectoderma si introflette formando lo stomodeo ed il proctodeo (primo ed ultimo tratto dell'intestino) che andranno a saldarsi col tubo endodermico, che nel frattempo si è abbozzato a spese di cellule endodermiche: in tal modo si costituisce il tubo digerente. Dal proctodeo si formano i tubi malpighiani, mentre ai lati del corpo l'ectoderma forma introflessioni che daranno origine alle trachee con gli stigmi.
Esteriormente, in rapporto ai vari metameri, si differenziano, in forma di tubercoli, le varie appendici. Il numero dei metameri che costituiscono il corpo di un Insetto è abbastanza costante; essi si suddividono nelle regioni tipiche: 7 per il capo, 3 per il torace e 12 per l'addome. Il primo e l'ultimo dei segmenti non formano mai appendici; tutti gli altri, invece, abbozzano ciascuno un paio; parte di questi rimangono e diventano le appendici definitive; parte, invece, si abbozza soltanto nel corso dello sviluppo, ma prima o poi regrediscono. Dei 7 metameri del capo, il primo, il prostomio, non sviluppa mai appendici; gli altri 6 invece ne sono provvisti, e mentre quelle del II e IV segmento sono solo embrionali transitorie, quelle dei rimanenti metameri daranno: antenne, mandibole, mascelle e labium. I tre segmenti toracici(pro-, meso- e metatorace) portano ciascuno un paio di zampe e, per il meso- e metatorace, anche un paio di ali. L'addome consta di 11 segmenti più un segmento terminale (telson); nel corso dello sviluppo embrionale in genere si abbozzano arti su tutti i segmenti (salvo il telson), o solo in quelli più anteriori, ma prima o poi regrediscono.
Nella maggior parte degli Insetti si sviluppa un amnios per pieghe (pleuroamnios); la saldatura delle pieghe amniotiche, che si produce in senso antero-posteriore oppure postero-anteriore, a seconda degli Ordini, dà come risultato l'amnios, all'interno, e la sierosa o il corion all'esterno. La cavità amniotica è generalmente poco ampia, spesso ha una durata più o meno breve perché in seguito, in dipendenza dei movimenti blastocinetici, esso si rompe secondariamente, e l'embrione ritorna alla superficie. Nello Xiphidium ensiferum (Orthoptera) si sviluppa un indusium, che è una seconda membrana avvolgente.

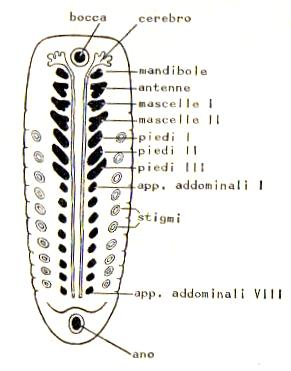
Embrione di Insetto

Nella miriade di Insetti esistenti si ritrovano innumerevoli situazioni a proposito di amnios, sierosa, organo dorsale e blastocinesi, spesso molto complesse, e che interessano, nei loro dettagli, l'embriologia specialistica.
In diversi Insetti, infine, si instaurano rapporti trofici particolari tra madre ed embrione, a volte con formazione di placente.